# Tataltepec de Valdés
Tataltepec de Valdés è un comune del Messico, situato nello stato di Oaxaca.